# Constantino III

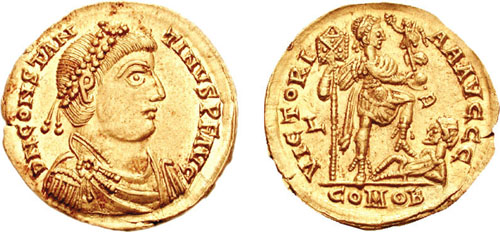
Constantino III representado en una moneda.

Flavio Claudio Constantino o Constantino III (en latín, Flavius Claudius Constantinus; fl. c. 18 de septiembre de 411) fue un general romano que se declaró emperador romano de Occidente en 407 y abdicó en 411, siendo asesinado poco después.

## Trasfondo histórico

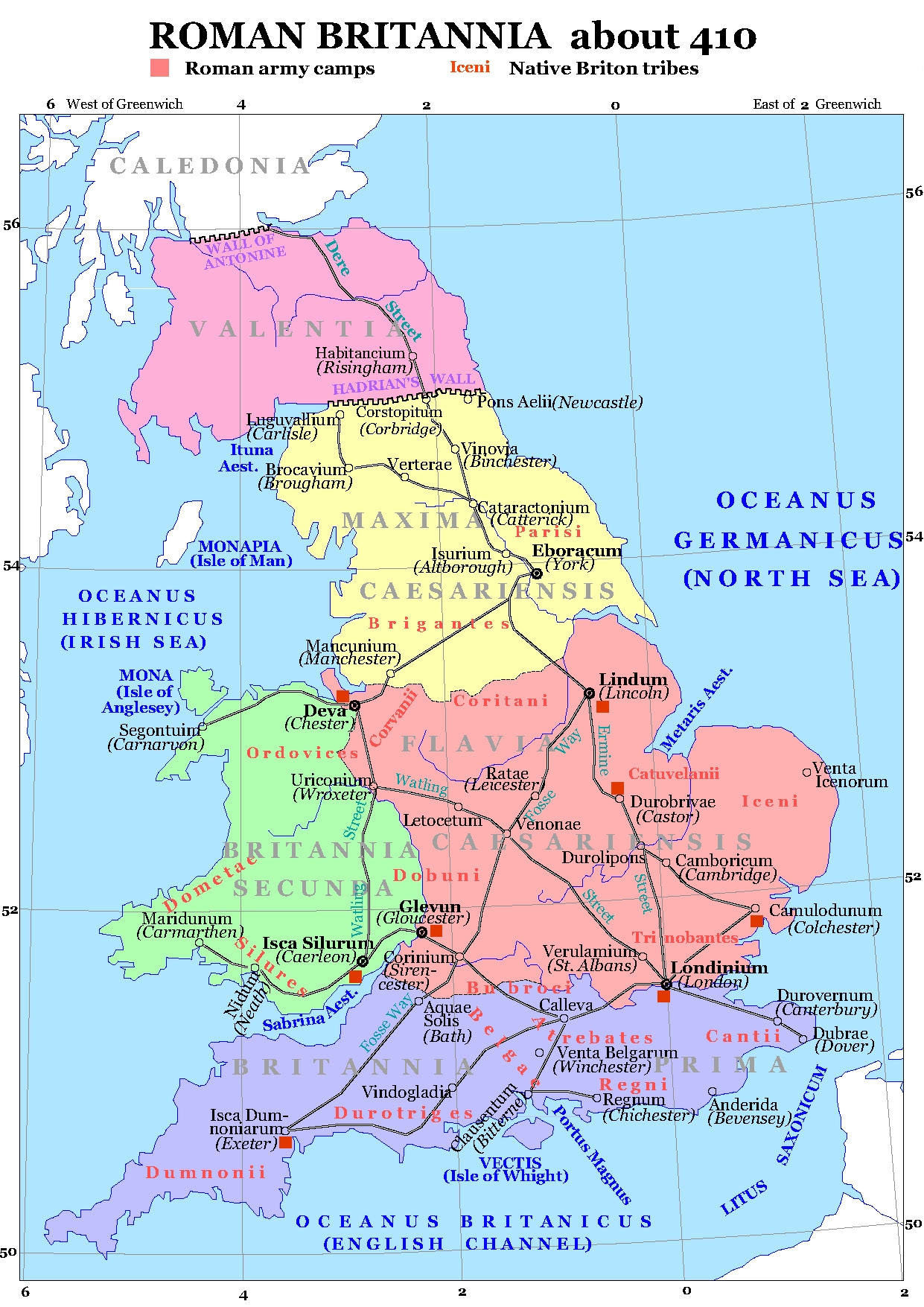
Britannia en 410: División provincial de Britannia a comienzos del

El 31 de diciembre de 406 muchas tribus de invasores germánicos, entre ellas los vándalos, burgundios, alanos y suevos cruzaron el Rin, congelado a la altura de Maguncia, y aplastaron los esfuerzos defensivos de los romanos en una exitosa invasión del Imperio romano de Occidente. Esto resultó fatal para el Imperio Romano de Occidente, y de este golpe ya no se recuperaría.
En ese tiempo las provincias de Britania se habían rebelado, proclamando y deponiendo a una serie de emperadores, lo que acabó con la elevación al trono de Constantino a principios de 407. Soldado raso, pero de gran talento, actuó rápidamente y dio inicio a una guerra civil contra Honorio. Cruzó el canal de la Mancha hacia el continente por Bononia, y los historiadores aseguran que se llevó todas las tropas útiles que tenía en la provincia, dejándola sin protección militar, lo que explica que ésta finalmente desapareciera a comienzos de siglo. Los dos generales de Constantino, Justiniano y el franco Nebiogastes, al frente de la vanguardia, fueron vencidos por Sarus, el lugarteniente de Estilicón; siendo Nebiogastes atrapado, y luego ejecutado a las puertas de Valence. De todos modos, Constantino envió adelante otro ejército comandado por Edobico y Geroncio, y Sarus se vio obligado a retroceder hasta Italia, y pagar el paso por los Alpes a los bagaudas, que lo controlaban. Constantino aseguró la frontera del Rin, y protegió los pasos entre la Galia e Italia. Por mayo de 408 había hecho de Arlés su capital, donde nombró a Apolinar (abuelo del poeta Sidonio Apolinar) prefecto.

### Reconocimiento como coemperador
En el verano de 408, como las fuerzas romanas en Italia se unieron para atacar a Constantino, este ideó otros planes. Temiendo a los Honoriaci, cuatro primos del emperador Honorio asentados en Hispania, que era una plaza fuerte de la dinastía teodosiana y leal al incompetente emperador, quiso organizar un ataque en aquella dirección mientras las tropas de Sarus y Estilicón lo atacaban desde Italia con eficaces tácticas de guerra. Sacó a su hijo mayor Constante del monasterio donde vivía, lo nombró César, o emperador asistente, y lo envió con el general Geroncio, en Hispania. Los primos imperiales fueron derrotados sin muchas dificultades, pero no en los Pirineos, como supone Edward Gibbon, sino en algún lugar de la Lusitania, según demostró Sozomeno, el historiador palestino de la corte del emperador de Oriente Teodosio II, y dos de ellos (Dídimo y Teodosiolo) fueron capturados, mientras que los otros dos (Lagodio y Veriano) consiguieron refugiarse en Constantinopla.
Constante dejó a su mujer en Zaragoza al cuidado de Geroncio para apoyar a su padre en Arlés. Mientras, el ejército romano se amotinaba en Ticinum (Pavia) el 13 de agosto, que fue seguido de la ejecución de Estilicón el 22 de agosto. Como resultado de estos hechos, producidos por una conjura palaciega de la corte imperial, el general Sarus abandonó el ejército acompañado por sus hombres, dejando a Honorio en Rávena sin ningún tipo de defensa militar; este también afrontaba el problema del ejército visigodo de Alarico que erraba desenfrenado por Etruria. Así que cuando los enviados de Constantino llegaron a Rávena a negociar, Honorio no tardó en reconocerlo coemperador, y los dos fueron cónsules en el año 409.

### Marcha sobre Italia
Ese año fue la prueba de fuego para el éxito de Constantino. Los bárbaros, que en septiembre habían roto las defensas del Rin, pasaron los dos años anteriores arrasando los sitios por donde pasaban en dirección a la Galia, cruzaron los Pirineos, donde atravesaron las guarniciones de Constantino y llegaron a Hispania. Mientras este se preparaba para enviar a su hijo de vuelta para combatir la crisis, llegó la noticia de que Geroncio se había rebelado, elevando a uno de sus hombres a la dignidad imperial, Máximo de Hispania. A pesar de los mejores esfuerzos de Constantino, los temores de un ataque desde la península se verían confirmados al año siguiente, cuando el general avanzó con el apoyo de aliados bárbaros.
Al mismo tiempo, los piratas sajones atacaron Britania, que Constantino había dejado indefensa. Comprendiendo que el emperador ya no los podría defender más, los habitantes de Britania y Armórica se rebelaron y expulsaron a sus oficiales.
La respuesta a este estrecho círculo de enemigos fue una apuesta final desesperada; con el resto de sus tropas fieles, marchó sobre Italia, envalentonado por las continuas instancias a ello de un tal Alóbico, que quería reemplazar a Honorio por un gobernante más capaz. Pero esta invasión acabó en desastre; Allobico murió, y Constantino se vio forzado a regresar a la Galia al acabar la primavera de 410. La posición de este se hizo más desesperada. Sus fuerzas en Hispania fueron derrotadas por Geroncio en Vienne (411), donde su hijo Constante fue capturado y ejecutado. Su prefecto del pretorio, Decimio Rústico, que había sustituido a Apolinario algunos años antes, lo abandonó para unirse a la rebelión de Jovino en la frontera del Rin. Geroncio acorraló a Constantino en Arlés, que comenzó a sitiar.

### Rendición y ejecución
Mientras tanto Honorio encontró a un nuevo general que pudiera apoyarlo. El futuro Constancio III, llegó a Arlés, puso en fuga a Geroncio y continuó él mismo el asedio. Constantino aguantaba, esperando el retorno de su general Edobico, que reclutaba tropas en el norte de la Galia entre los francos, pero a la vuelta de este fue derrotado sin muchas dificultades. La última esperanza de Constantino se desvaneció cuando sus tropas del Rin lo abandonaron para unirse a Jovino, y se vio forzado a rendirse. A pesar de su promesa de dejarle vivo, confinado en un monasterio, Constancio encarceló al antiguo soldado y lo decapitó en agosto o septiembre de 411.
Aunque Geroncio se suicidó en Hispania, y Constancio suprimió posteriormente la revuelta de Jovino, el poder romano no volvió nunca más a Britania tras la muerte de Constantino III: como diría luego Procopio de Cesarea, "aquel tiempo nos recuerda a (el gobierno de) la tiranía."

## Leyenda
Constantino III también es conocido como Constantino II de Britania. Se le menciona como Rey de los Bretones en las crónicas galesas y en la altamente popular y recolectora de mitos Historia Regum Britanniae, de Godofredo de Monmouth, en la cual se cuenta que llegó al poder tras el reinado de Gracianus Municeps, que había sido asesinado. Godofredo sostiene que Britania estaba en crisis tras su muerte, así que el pueblo pidió ayuda a sus parientes de Bretaña. El rey de Bretaña en aquel tiempo, Aldroeno, no se sentía capaz de gobernar ambas regiones y mandó a su hermano para que él lo hiciera como Constantino II. Él aceptó la corona y expulsó a hunos y pictos que habían invadido el país, y poco después de su acceso, tuvo tres hijos: Constante, Ambrosio Aureliano y Uther Pendragon. Envió a Constante a un monasterio y a sus dos hijos restantes a Bretaña, donde fueron aclamados gobernantes de los bretones. Su reinado duró diez años, pero fue apuñalado en la espesura por un sirviente traidor picto probablemente a las órdenes de Vortigern, que acabó por sucederle en el trono. En otras versiones de la leyenda, este era su senescal.
Esta historia se repite en muchos relatos del ciclo artúrico, incluyendo el Merlín de Robert de Boron y el ciclo de Lancelot y el Santo Grial, aunque la literatura contradice lo que conocemos de este período.